# Dénes Makovics
Dénes Makovics (ur. 12 maja 1962 roku w Ózd) – węgierski muzyk, grający na instrumentach dętych, członek zespołu Bikini.

## Życiorys
Dénes Makovics urodził się 12 maja 1962 roku w Ózd jako syn Ferenca Makovicsa i Évy Kláry Kriston.
W latach 1984–1987 uczęszczał do Średniej Szkoły Muzycznej im. Béli Bartóka, gdzie uczył się gry na saksofonie. W latach 1994–1996 studiował na Wydziale Jazzu Akademii Muzycznej im. Ferenca Liszta.
W latach 1986–1987 grał w zespole Bikini. W 1988 roku grał w zespole Ádáma Töröka. W latach 1988–1991 był członkiem zespołu Telegram. W latach 1991–1992 wystąpił w kilku krajach (Dania, Norwegia, Szwecja, Finlandia, Szwajcaria). Od 1993 roku występował w kwartecie Aladára Pege. W latach 1993–1996 grał w sekstecie Kálmána Oláha. W 1996 roku współzałożył grupę Jeff Porcaro Emlékzenekart, gdzie był basistą. Od 1996 roku był saksofonistą grupy Police Band. W 1997 roku wrócił do Bikini, gdzie gra do dziś.